# 小行星5110
小行星5110（5110 Belgirate）是一颗绕太阳运转的小行星，为主小行星带小行星。该小行星于1987年9月19日发现。

## 轨道参数
小行星5110的轨道半长轴为2.3871782 UA，离心率为0.110。